# Capilla de la Virgen Concebida de Kuchuhuasi
La Capilla de la Virgen Concebida de Kuchuhuasi es una iglesia ubicada Kuchuhuasi en el distrito de Ocongate, provincia de Quispicanchi, región Cusco en Perú. La capilla está construida con adobe y el techo de paja. Los murales son del siglo XVIII. La capilla muestra señaes de daños estructurales debido a la humedad y filtración de agua.